# جوائز الموضة البريطانية
جوائز الموضة البريطانية هي احتفال يقام سنوياً في المملكة المتحدة لتقديم الجوائز للذين قدموا مشاركات مذهلة في مجال تصميم الملابس البريطانية خلال العام وتتضمن جائزة المصمم البريطاني للعام وأفضل تصميم للعام، وتلك الجوائز يتم تنظيمها بواسطة المجلس البريطاني للموضة حيث تم إنشاء تلك الجوائز في عام 1984 و تجري فعليا في شهر فبراير من كل عام كجزء من أسبوع الموضة في لندن .

## الفائزون بجائزة مصمم العام البريطاني
- 1984:كاثرين هامنيت
- 1985:بيتي جاكسون
- 1986:جاسبر كونرن
- 1987:جون جوليانو
- 1988:رفعت أوزبك
- 1989:عمال من أجل الحرية
- 1990:فيفيان ويستوود
- 1991:فيفيان ويستوود
- 1992:رفعت أوزبك
- 1993:جون روشا
- 1994:جون جوليانو
- 1995:جون جوليانو
- 1996:ألكسندر ماكوين
- 1997:جون جوليانو و ألكسندر ماكوين
- 1998:لم يوجد هناك أحتفال
- 1999:حسن شلاين
- 2000:حسن شلاين
- 2001:ألكسندر ماكوين
- 2002: لم يوجد أحتفال
- 2003:ألكسندر ماكوين
- 2004:فيبي فيلو
- 2005:كريستوفر بايلي
- 2006:جايلز ديكون
- 2007:ستيلا مكارتني
- 2008:ويلا بارتلي
- 2009:كريستوفر بايلي